# Kính bảo hộ

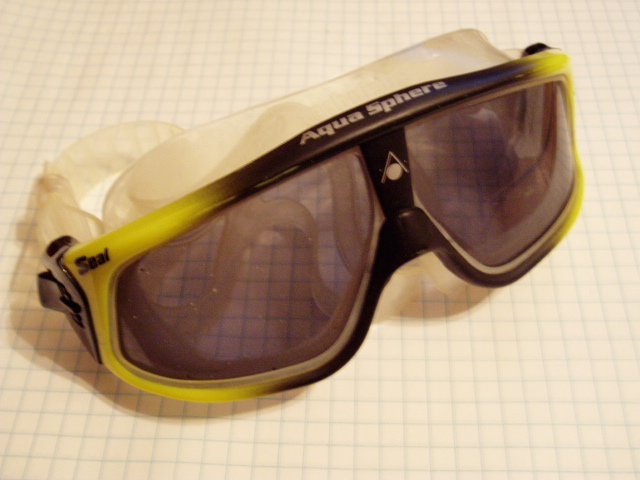
Một loại kính bơi.

Kính bảo hộ hay kính mắt an toàn là một loại vật dụng để bảo vệ mắt, ngăn mắt không tiếp xúc với nước hoặc tránh tiếp xúc với hóa chất, bụi... Chúng được sử dụng ở nhiều môi trường công việc như hàn cắt kim loại, công tác mộc, vệ sinh môi trường, phòng thí nghiệm... hoặc được các vận động viên đeo khi bơi lội hoặc khi nhảy dù.

## Lịch sử
Người Eskimo đã biết sử dụng da tuần lộc, vỏ cây và gỗ để làm vật dụng che mắt tránh bão tuyết. Loại kính bảo hộ của họ được làm cong để vừa với khuôn mặt người sử dụng và có một đường rãnh lớn để lộ mũi. Trên tấm da có rạch một khe nhỏ dài để cho phép ánh sáng đi qua cũng như làm giảm tia cực tím. Kính có sợi dây làm bằng gân tuần lộc để có thể đeo trên đầu.
Đầu thế kỷ 20, tài xế các xe mui trần đã đeo kính bảo hộ để ngăn không bị bụi bay vào mắt. Sau khi máy bay được phát minh năm 1903 kính bảo hộ đã trở lên cần thiết cho các phi công để bảo vệ mắt khỏi gió tốc độ cao và hạt bụi bay nhanh. Người phi công đầu tiên đeo kính bảo hộ có lẽ là Charles Manly khi ông thực hiện bay nhưng thất bại bằng máy bay của người bạn Samuel Pierpont Langley vào năm 1903.

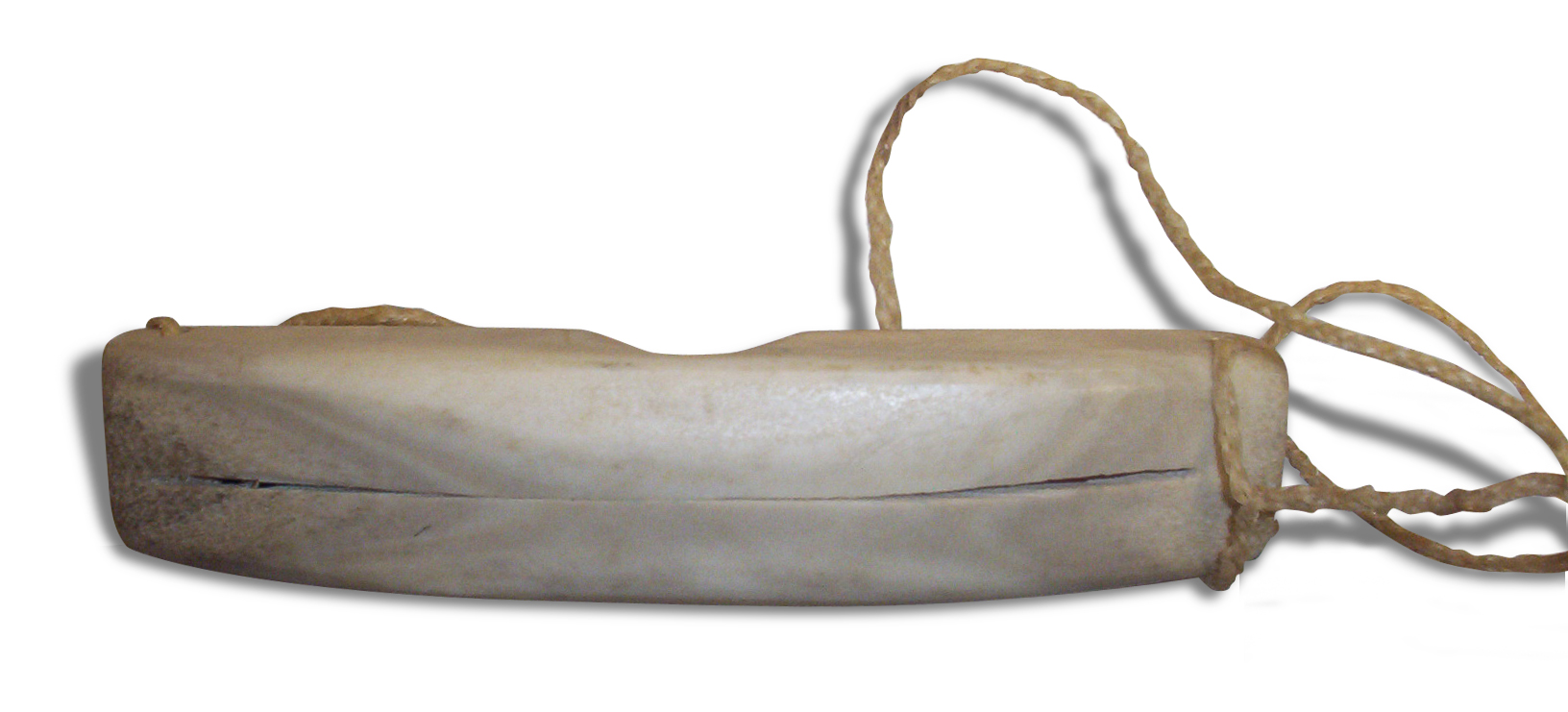
Bộ kính để ngăn bão tuyết
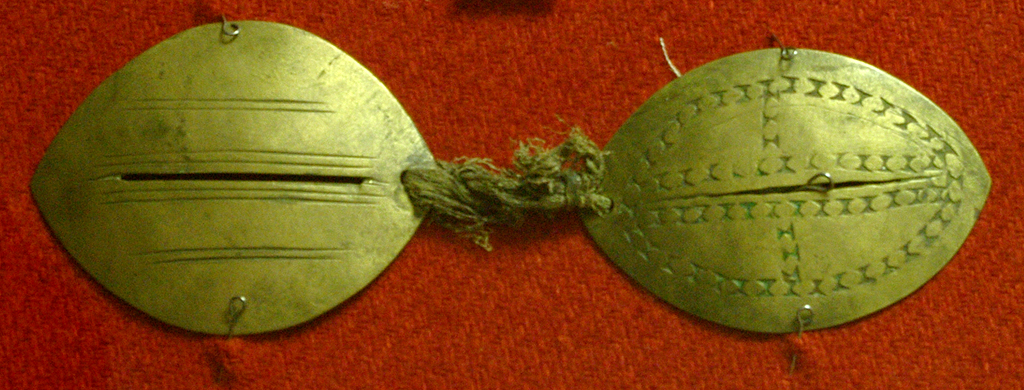
Kính bảo hộ bằng kim loại của người Nenet
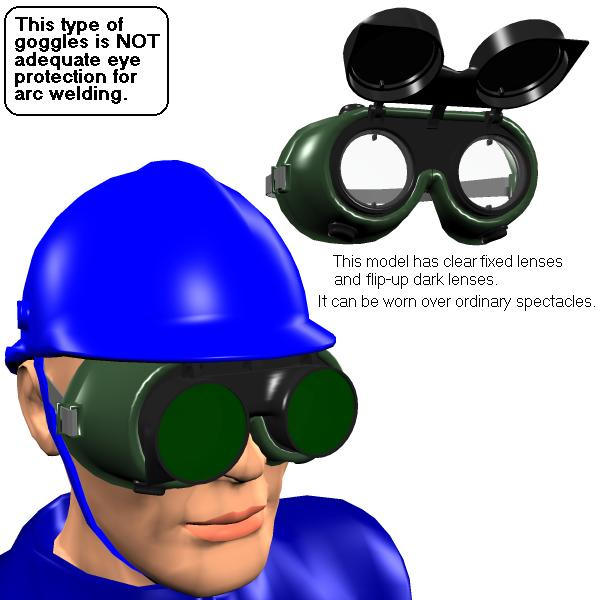
Kính bảo hộ và mũ bảo hộ khi hàn cắt kim loại